# Stor-Flugen
Stor-Flugen är en sjö i Bollnäs kommun i Hälsingland och ingår i Ljusnans huvudavrinningsområde. Sjön är 21 meter djup, har en yta på 4,78 kvadratkilometer och befinner sig 153,1 meter över havet.

## Delavrinningsområde
Stor-Flugen ingår i det delavrinningsområde (679250-152539) som SMHI kallar för Utloppet av Stor-Flugen. Utloppet är vid Flugdammen där det efter ca 250 meter mynnar ut i Lilla Flugen. Medelhöjden är 176 meter över havet och ytan är 21,38 kvadratkilometer. Räknas de 15 avrinningsområdena uppströms in blir den ackumulerade arean 74,45 kvadratkilometer. Flugån mynnar ut i Bofarasjön nedströms övergår i Kilån den mynnar ut i sjön Bergviken vid Kilafors. Dessa avvattnar avrinningsområdet som har biflödesordning 2, vilket innebär att vattnet flödar genom totalt 2 vattendrag innan det når havet efter 53 kilometer. Avrinningsområdet består mestadels av skog (64 procent). Avrinningsområdet har 4,81 kvadratkilometer vattenytor vilket ger det en sjöprocent på 22,5 procent.